# Hatu
Pour le réactif chimique, voir HATU.
Hatu est un village de la commune de Padise du comté de Harju en Estonie.
Au 31 décembre 2011, il compte 43 habitants.